# Zdena Herfortová

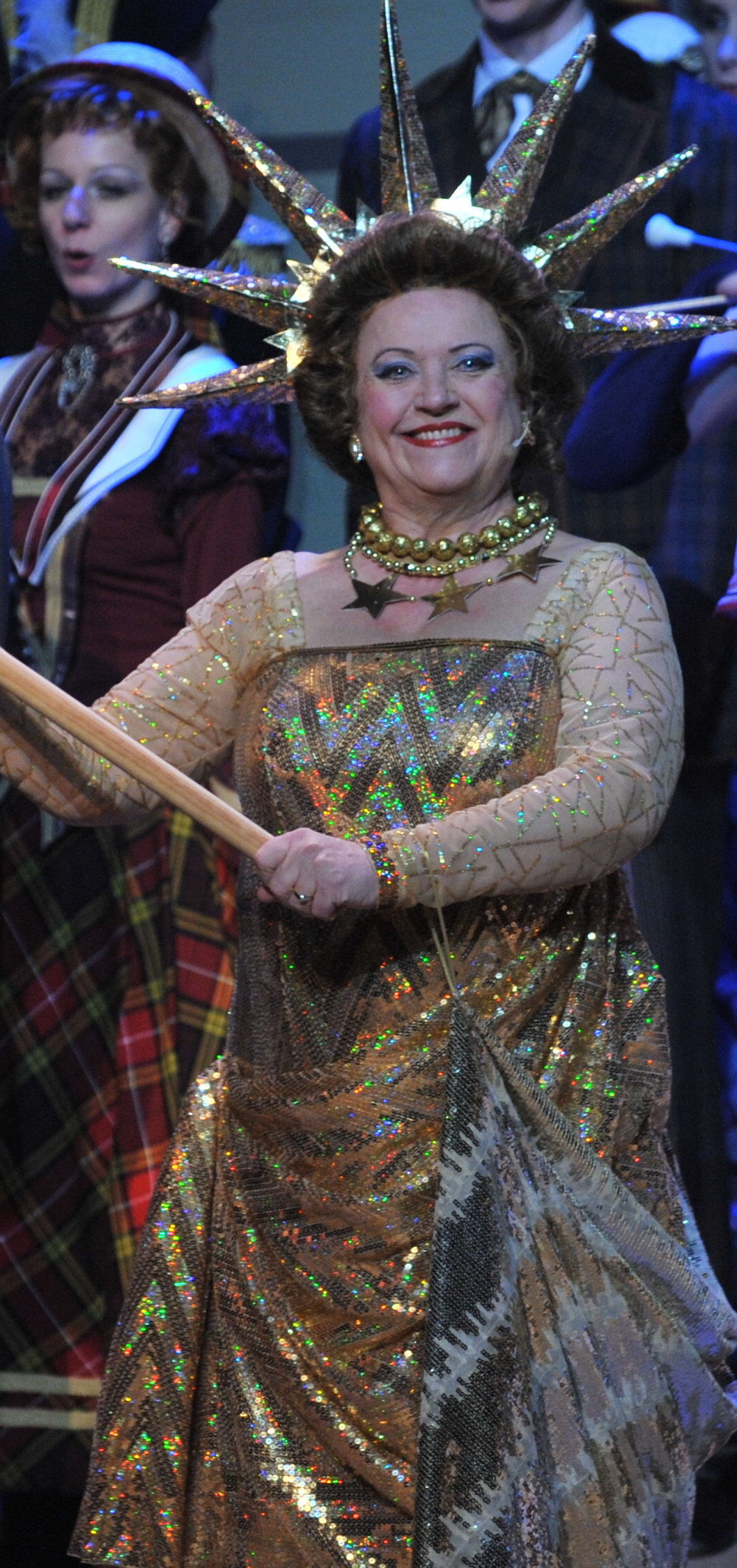
Zdena Herfortová (Hello, Dolly!)

Zdena Herfortová (* 8. říjen 1945 Brno) je česká filmová a divadelní herečka.

## Život
V roce 1968 vystudovala činoherní herectví na Janáčkově akademii múzických umění (JAMU) v Brně. V letech 1968–1992 byla v angažmá ve Státním divadle Brno. Od 1. února 1992 je členkou Městského divadla Brno. Od roku 1976 působila jako pedagožka na JAMU a od roku 1998 zde vedla ateliér muzikálového herectví.

## Role zMěstského divadla Brno
- Brighella hostinská – Sluha dvou pánů
- Paní Hradská – My Fair Lady (ze Zelňáku)
- Luiza de Histangua – Brouk v hlavě
- Ernestina Moneyová – Hello, Dolly!
- Paní Brillová – Mary Poppins (muzikál)
- Paní Briceová – Funny Girl
- Abby Brewsterová – Jezinky a bezinky
- Hana – Flashdance (muzikál)
- Jeanette Burmeister (pianistka) – Donaha!

## Filmografie
- 1982 – Lenka (film) (Nora)
- 1988 - Chirurgie (televizní povídka)
- 1990 – Sólo pro mou ženu (TV inscenace, role: manželka)
- 1998 – Četnické humoresky (TV seriál, role: Vladěnka Šiktancová)
- 2001 – Podzimní návrat (učitelka)
- 2004 – Prsten krále řeky
- 2008 – Hop nebo trop